# Washington Shirley (2e comte Ferrers)
Washington Shirley, 2e comte Ferrers (22 juin 1677 - 14 avril 1729), titré Hon. Washington Shirley jusqu'en 1714 et vicomte Tamworth de 1714 à 1717, est un noble et un militaire britannique.

## Biographie
Deuxième fils de Robert Shirley (1er comte Ferrers) (par sa première épouse, Elizabeth Washington), il est inscrit au Trinity College, à Oxford, en 1693. En 1697, il est nommé enseigne dans les Coldstream Guards. Il quitte le régiment quelque temps après 1702. De 1713 à 1715, il siège pour Fore en Irlande, apparemment pour les domaines de sa femme. À la mort de son neveu Robert Shirley, vicomte de Tamworth en 1714, il adopte ce titre en tant qu’héritier apparent de son père. Il accède au comté en 1717, mais la succession de sa belle-mère est diminuée par ses legs à ses frères et demi-frères.
Il épouse Mary Levinge (décédée en janvier 1740), fille de Richard Levinge (1er baronnet), vers 1704. Ils ont trois filles:
- Elizabeth Shirley (1704 - 17 août 1734), épouse Joseph Gascoigne Nightingale. Un monument remarquable au couple existe dans l'Abbaye de Westminster.
- Selina Shirley (1707–1791), mariée à Theophilus Hastings (9e comte de Huntingdon)
- Mary Shirley (25 septembre 1712 - 12 août 1784), mariée à Thomas Needham, 9e vicomte Kilmorey, sans descendance

Nommé Lord Lieutenant et Custos Rotulorum de Staffordshire en 1725, il meurt en 1729. Le comté, faute de fils, passe à son frère Henry Shirley (3e comte Ferrers).